# Le Vagabond du désert
Pour plus de détails, voir Fiche technique et Distribution.
Le Vagabond du désert (Wanderer of the Wasteland) est un western de Irvin Willat sorti en 1924. Il s'agit du premier western en couleur, tiré du roman de Zane Grey Wanderer of the Wasteland publié l'année précédente.
Le film est aujourd'hui perdu. Irvin Willat a annoncé en 1971 que la seule copie survivante en sa possession s'était décomposée.

## Fiche technique
- Titre : Le Vagabond du désert
- Titre original : Wanderer of the Wasteland
- Réalisateur :  Irvin Willat
- Scénario : George C. Hull et Victor Irvin, d'après une œuvre de Zane Grey
- Photographie : Arthur Ball
- Genre : western
- Dates de sortie :
  - États-Unis : 21 juin 1924 (première), 10 août 1924 (sortie nationale)
  - France : 4 septembre 1925 (Lille)[1]

## Distribution
- Jack Holt : Adam Larey
- Noah Beery : Dismukes
- George Irving : Mr. Roderick Virey
- Kathlyn Williams : Magdalene Virey
- Billie Dove : Ruth Virey
- James Mason : Guerd Larey
- Richard Neill (sous le nom de  Richard R. Neill) : Collishaw
- James Gordon : Alex MacKay
- William A. Carroll (en) (sous le nom de  William Carroll) : Merryvale
- Willard Cooley : le docteur